# St. Cyriakus (Niederdorf)

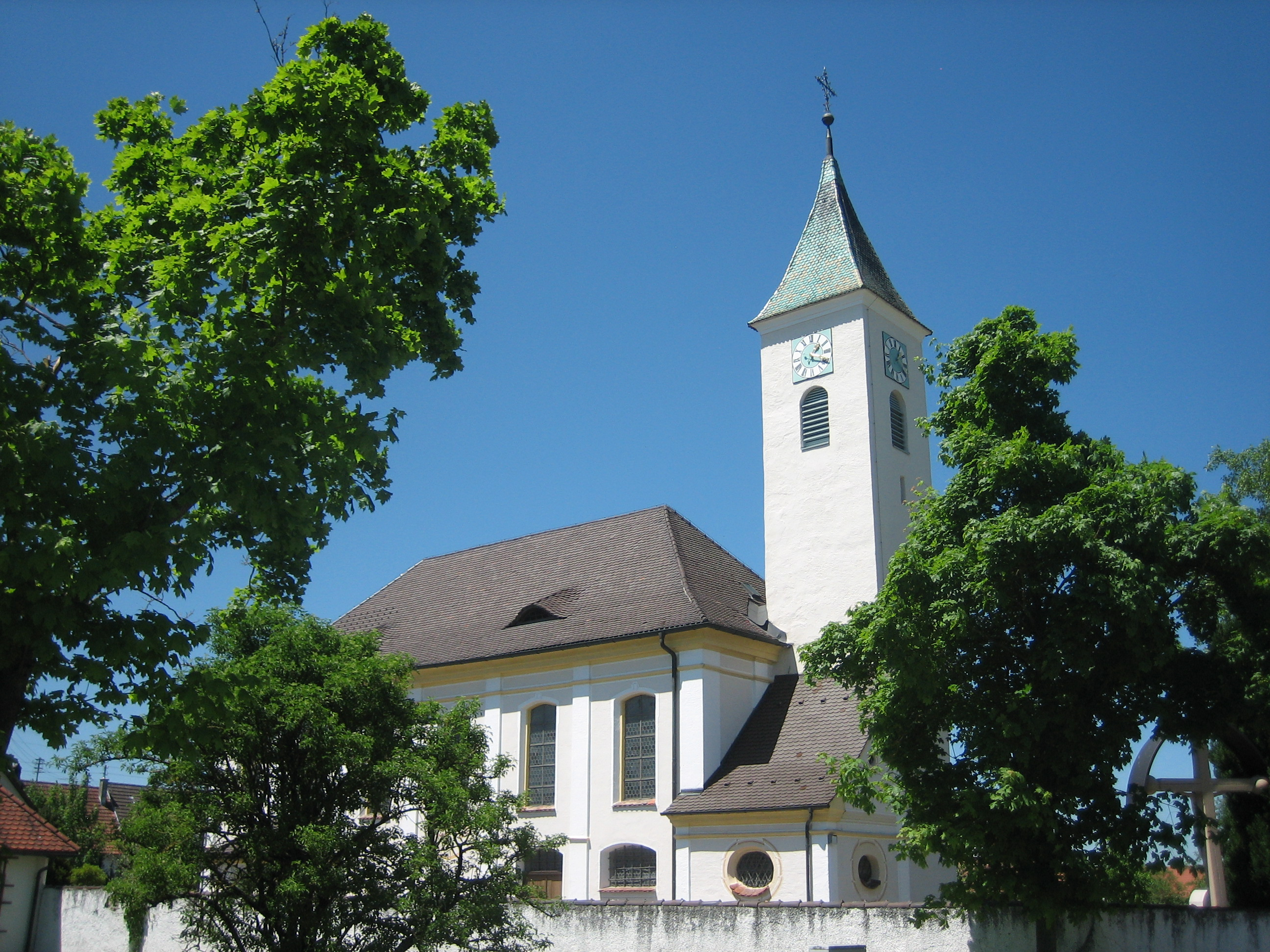
Pfarrkirche St. Cyriakus, Largus und Smaragdus

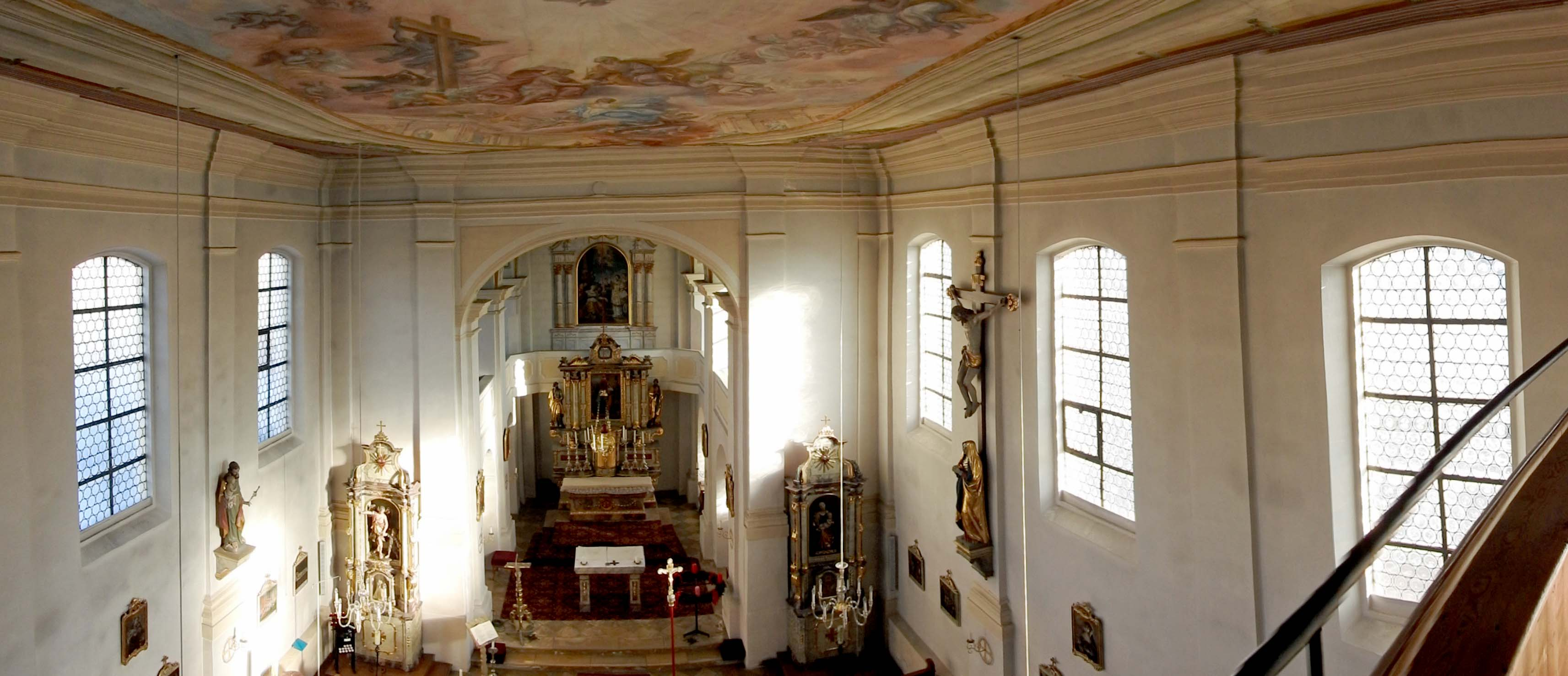
Innenansicht der Kirche St. Cyriakus in Niederdorf

St. Cyriakus, Largus und Smaragdus ist die römisch-katholische Pfarrkirche in Niederdorf bei Wolfertschwenden in der Pfarreiengemeinschaft Bad Grönenbach im  Landkreis Unterallgäu in Bayern. Sie wurde in ihrer heutigen Form 1710 errichtet.

## Baubeschreibung
Die Kirche ist ein verputzter Saalbau mit Walmdach zu vier Fensterachsen und Flachdecke. Der Chorraum an der Ostseite der Kirche ist durch einen gedrückten Chorbogen mit dem Langhaus verbunden. Er besteht aus zwei Jochen mit Stichkappentonne. Die beiden Abseiten, die hinter dem Altar mit einem Durchgang verbunden sind, sind durch Emporen in zwei Geschosse geteilt. In beiden Geschossen befindet sich ein Kreuzgratgewölbe. An der Westseite der Kirche befindet sich eine durch marmorierte Holzsäulen gestützte doppelte Empore. Die Kirche besitzt stichbogige Fenster mit Ausnahme der Ochsenaugen unter den Emporen. Der stichbogige Eingang der Kirche befindet sich an der Südseite. Innen wie außen ist die Kirche durch Pilaster gegliedert. Das Untergeschoss des vierseitigen Kirchturmes ist aus Nagelfluh errichtet. Im Obergeschoss des Kirchturmes befinden sich rundbogige Klangfenster. Der Kirchturm trägt ein Zeltdach. Die Sakristei mit einem Pultdach befindet sich südlich des Kirchturmes.

## Geschichte

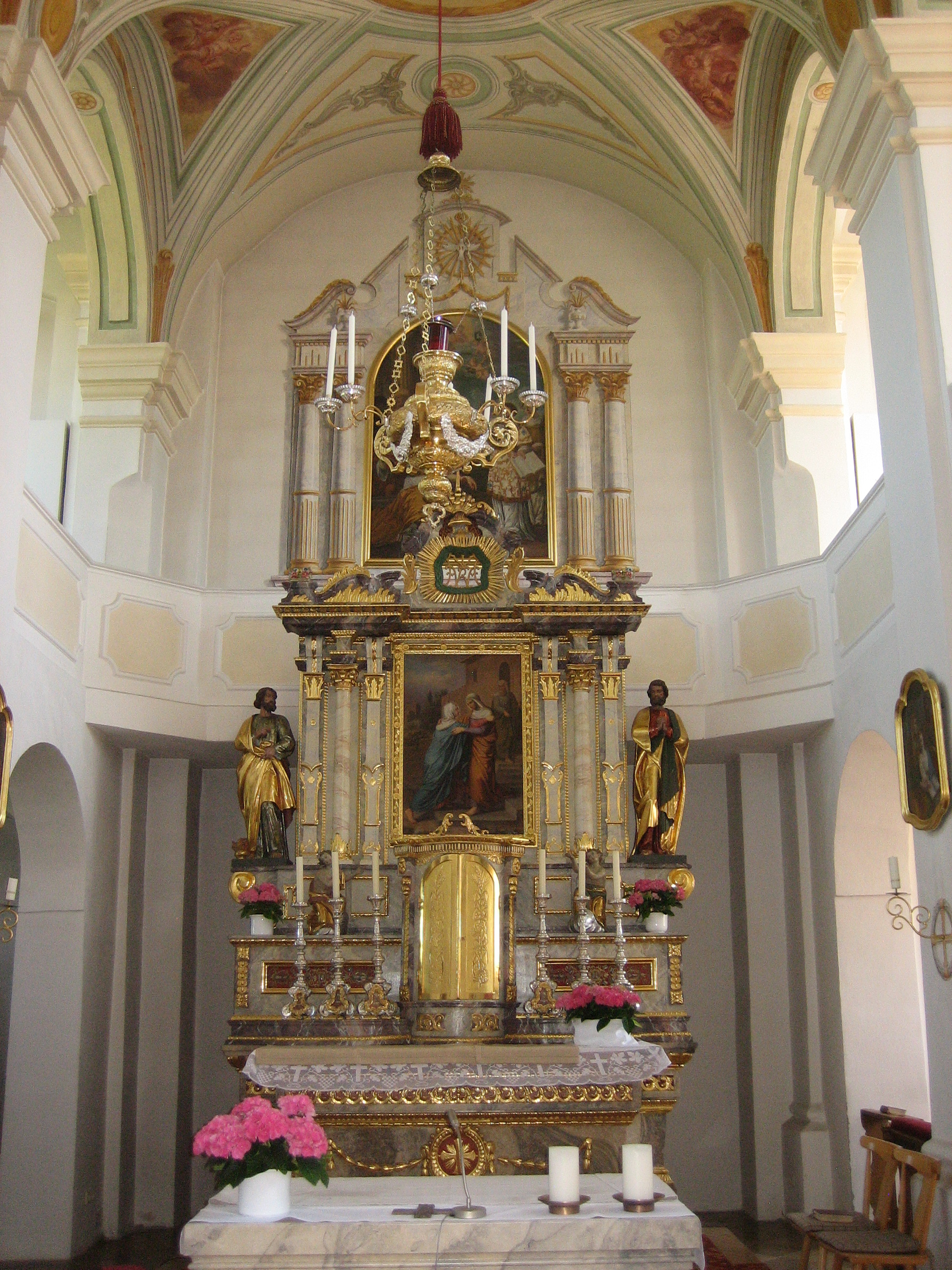
Hauptaltar

Eine erste Kirche in Niederdorf wurde urkundlich 1167 anlässlich einer Reliquienschenkung Abt Isingrims des Klosters Ottobeuren erwähnt. Während des Dreißigjährigen Krieges verfiel der Kirchenbau. Das Kloster Ottobeuren entschied, die baufällige Kirche abzureißen und neu zu errichten. Der Grundstein für die neue Kirche wurde am 19. April 1709 durch Abt Gordian Scherrich gelegt. Die Pläne stammten von Christoph Vogt. Bereits ein Jahr später, am 9. Mai 1710, konnte die Kirche durch Weihbischof Johann Kasimir Röls geweiht werden. Der Kirchturm wurde erst 1765 fertiggestellt. Bei der Außenrenovierung 1983 wurde die Farbgebung dem Urzustand angeglichen, dabei wurde eine spätbarocke Sonnenuhr freigelegt.

## Ausstattung

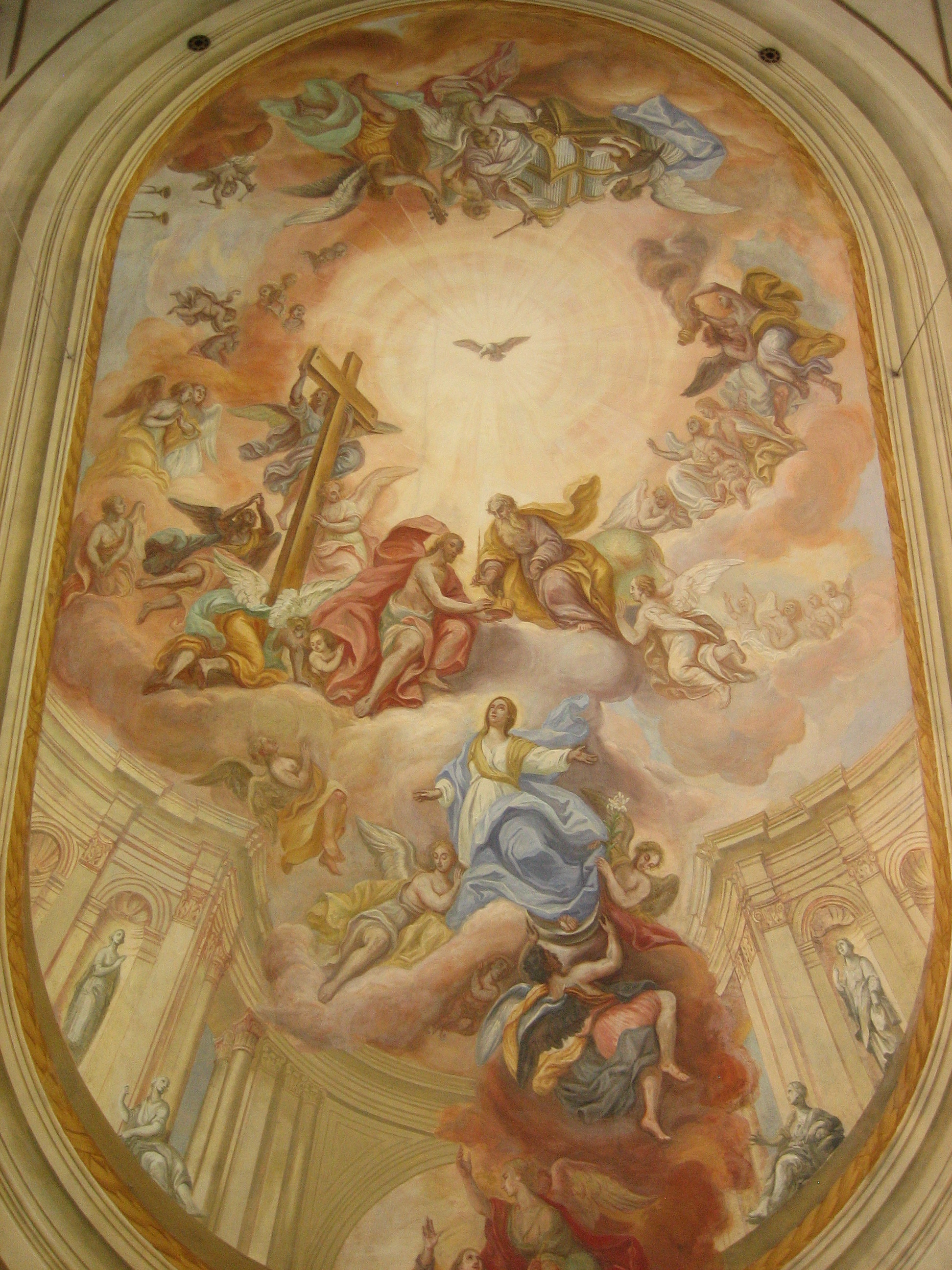
Deckengemälde mit der Krönung Mariens, 1792

Die Ausstattung der Kirche wurde mehrmals verändert. So wurden bereits 1876 die ursprünglichen Altäre durch neuromanische ersetzt. Auch diese Altäre wurden während einer Renovierung in den Jahren 1987 bis 1991 unter Pfarrer Walter Böhmer abermals ersetzt. Die seit dieser Zeit in der Kirche befindlichen Altäre stammen aus einer Kapelle in Vorderreute bei Wertach, die abgebrochen werden musste.
Das Deckengemälde, das die Aufnahme Mariens in den Himmel und ihre Krönung darstellt, stammt von Johann Nepomuk Schöpf und wurde 1792 geschaffen. Über dem Hauptaltar auf der Chorempore befindet sich ein Ölbild des St. Cyriakus von Johann Friedrich Sichelbein.
Der linke Seitenaltar (Schutzengelaltar) zeigt eine spätbarocke Schutzengelfigur. Diese steht mit der Einführung der Schutzengelbruderschaft am 2. September 1696 durch Papst Innozenz XII. in Niederdorf in Zusammenhang. Ebenfalls im linken Seitenaltar befindet sich eine Figur des Prager Jesuleins. Sie wurde am 31. März 1773 von Pater Rupert Milz aufgestellt. Hierauf basiert auch eine bescheidene Wallfahrt nach Niederdorf. Der Seitenaltar rechts (Marienaltar) enthält eine gotische Muttergottesfigur, geschaffen um 1500. Diese befand sich ursprünglich in der Kapelle St. Maria in Bossarts.

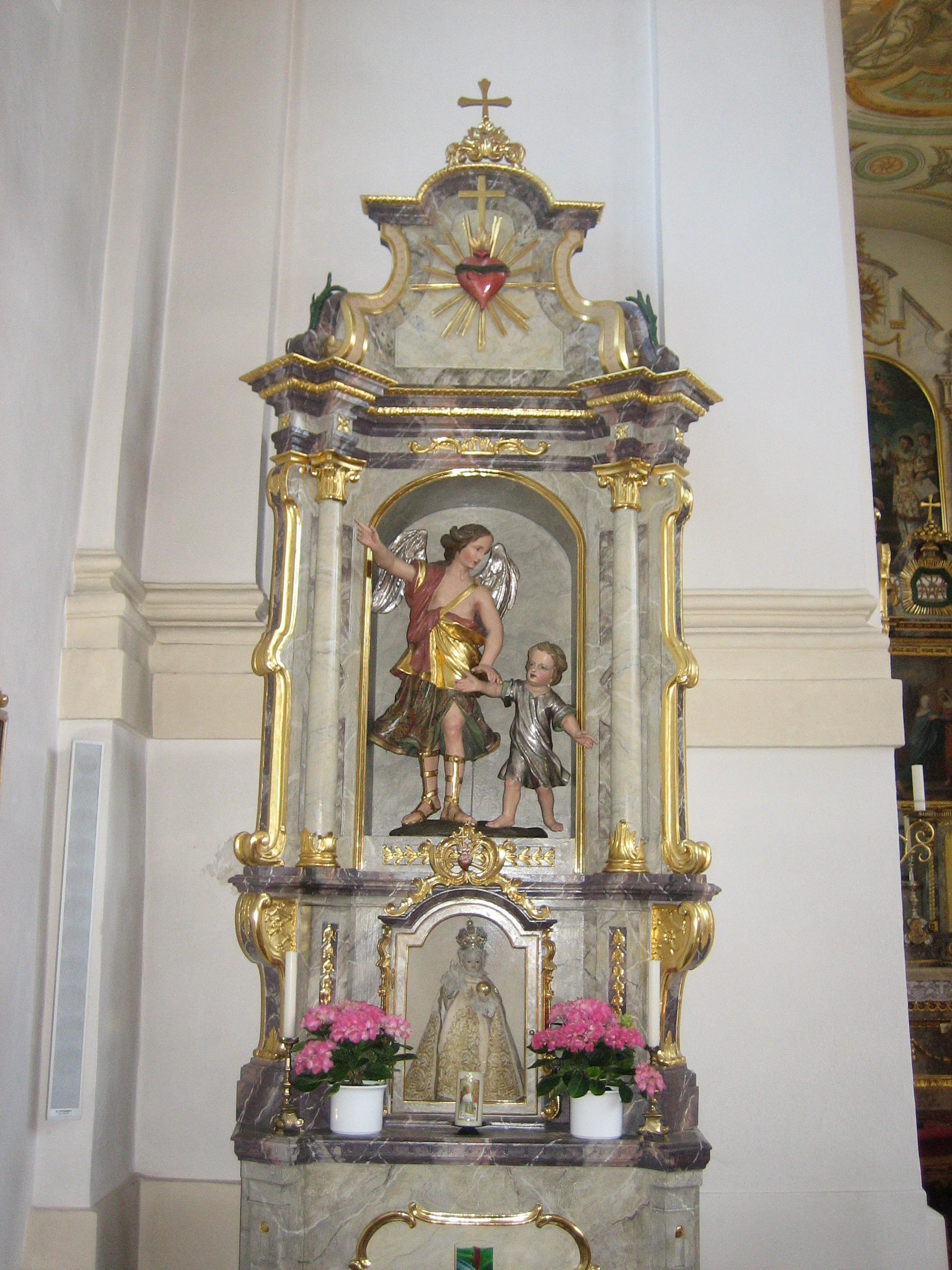
Schutzengelaltar
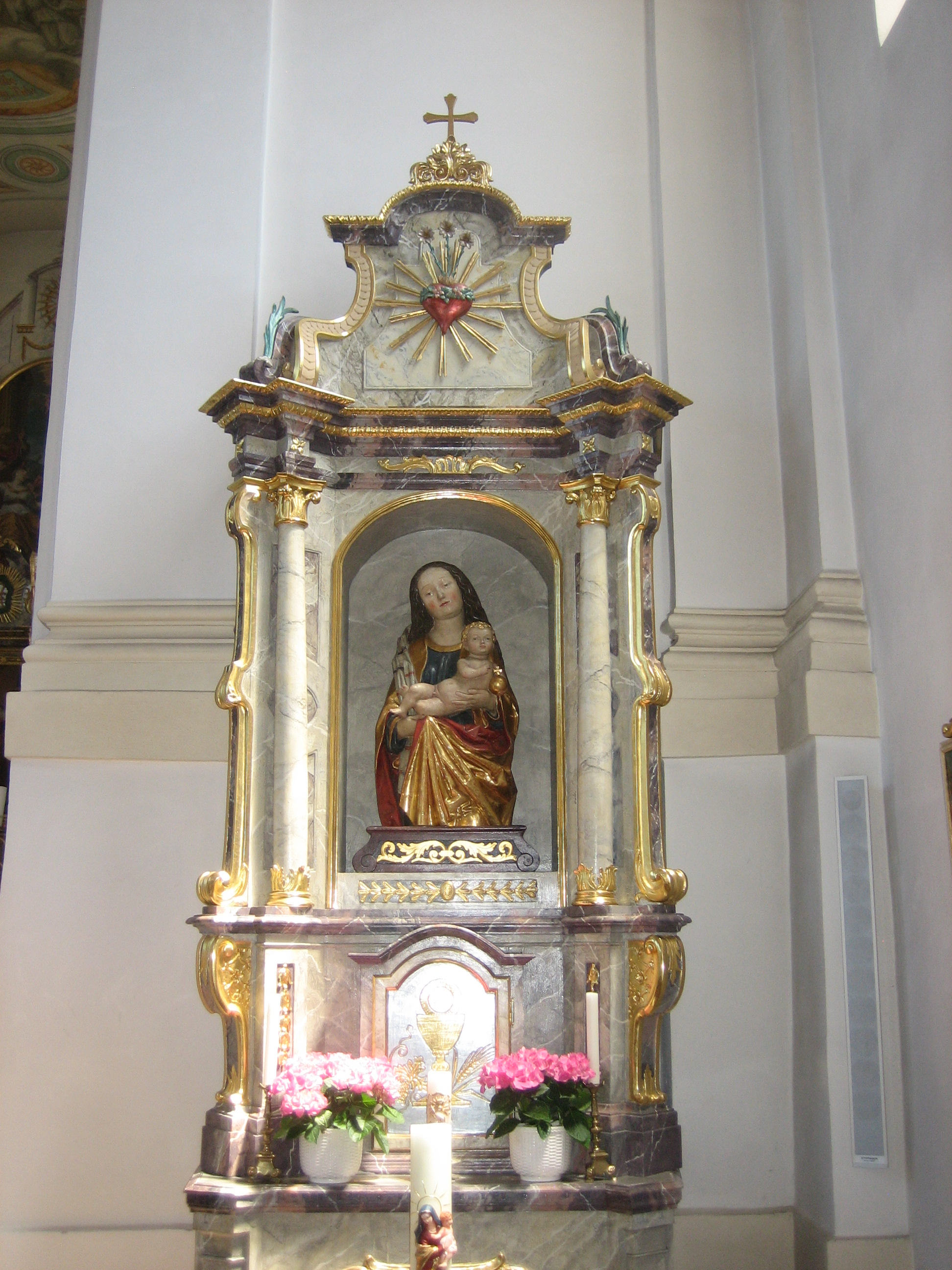
Marienaltar
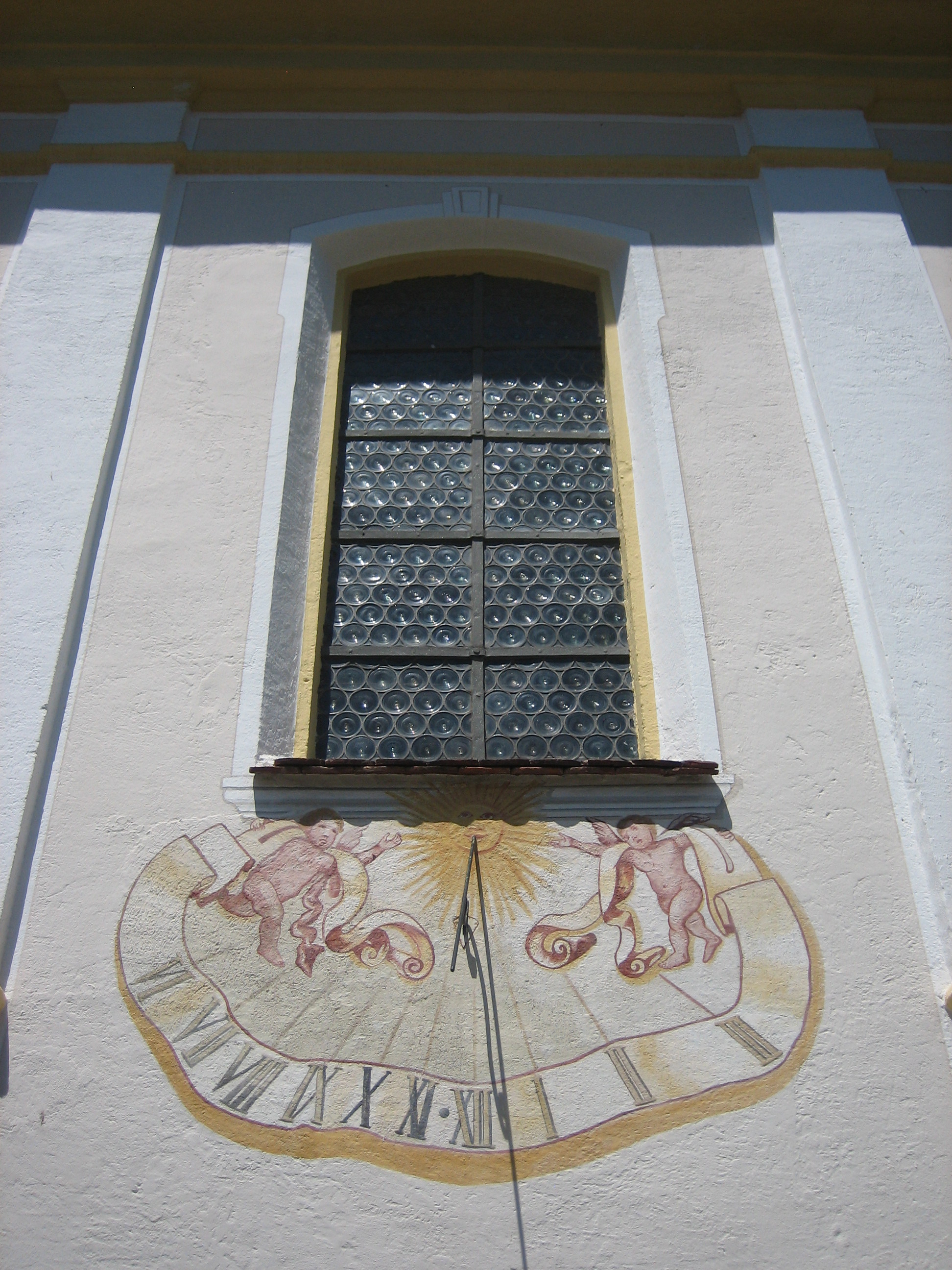
Spätbarocke Sonnenuhr